# Dirk van Haveskerke – Kampf um Flandern
Dirk van Haveskerke – Kampf um Flandern ist eine belgische Miniserie aus dem Jahr 1978, basierend auf dem Buch Vlaenderen die Leu von F.R. Boschvogel.

## Handlung
Flandern im 14. Jahrhundert: Dirk van Haveskerke, ein junger Ritter und Sohn des Lehnsherren von Brügge, erlebt den Schrecken und die Willkür der französischen Besatzer. Das Volk wird unterdrückt und die Städte werden geplündert. Intrigen und Verrat stehen an der Tagesordnung. Dirks Vater möchte durch politischen Einfluss das Joch der französischen Besatzungsmacht abschütteln, darum lässt man ihn gefangen nehmen. Dirk van Haveskerke schließt sich dem kämpfenden Volk an, um der Tyrannei ein Ende zu setzen und um seinen Vater zu befreien. Nun werden auch die Franzosen auf ihn aufmerksam und wollen ihn töten lassen. Aber Dirk gelingt es, jeder Gefahr zu entrinnen und er setzt den Kampf fort. Aus einem Duell mit einem französischen Ritterhauptmann geht er siegreich hervor, man nennt ihn nun den „Löwen von Flandern“. Die Auseinandersetzungen gehen weiter und die französischen Besatzer müssen dem Ansturm immer größer werdender Scharen von Freiheitskämpfern weichen. Dirk erhält den Titel seines Vaters zurück und gilt als ein loyaler Verfechter der Freiheit Flanderns.

## Ausstrahlung
Die Serie wurde in Westdeutschland ab dem 2. Juni 1981 in der ARD in sechs Episoden von je 50 Minuten ausgestrahlt. Ab dem 7. Mai 1983 wurde die Serie vom Fernsehen der DDR und in zwölf von je 25 Minuten Episoden gezeigt. Es wurde dabei die BRD-Synchronisation übernommen.

## Episoden

### Serie in sechs Teilen (BRD-Ausstrahlung)
1. Graf von Dampierre kündigt dem französischen König die Gefolgschaft. Für den zu erwartenden Kampf mit den Franzosen, die Flandern unterworfen haben, macht er den Ritter Dirk zu seinem Vertrauten.
2. Im Kampf gegen die Franzosen wird Dirks Vater verwundet. Dirk selbst gerät in die Hände der Franzosen und seine Mutter wird verschleppt.
3. Der Graf van Flandern und die ihm nahestehenden Ritter sind vom König nach Paris eingeladen worden, um dort den Streit in Verhandlungen friedlich beizulegen. Doch die Einladung ist eine Falle. In Paris werden die Ritter gefangen genommen. Auch Dirks Vater ist unter den Eingekerkerten. Kann Dirk van Haveskerke ihnen zu Hilfe kommen?
4. Die Flamen haben sich in Brügge gegen die Franzosen erhoben. Der Statthalter des Königs wird aus der Stadt gejagt. Und nach mehreren Fehlschlägen gelingt es Dirk van Haveskerke und seinen Freunden endlich, den verhassten Ratsherrn Vanschip gefangen zu nehmen. Nun erfährt Dirk Näheres über das Schicksal seiner Eltern. Sein Vater wurde als Sträfling auf eine Galeere gebracht, seine Mutter ins Gefängnis.
5. Den Flamen fehlt ein mutiger Mann, der von allen anerkannt wird und sie in ihrem Widerstandskampf anführt. Dirk van Haveskerke erhält nach langen Beratungen den gefahrvollen Auftrag, Willem van Gullik, Propst von Maastricht, der in Italien lebt, für diese Aufgabe zu gewinnen.
6. Dirk van Haveskerke kann mit Hilfe eines mitleidigen französischen Kaufmanns seinen Vater besuchen, der in einem Hafen gefangengehalten wird. Doch die Rettung kommt zu spät.
Fest entschlossen, den Widerstand der Flamen zu brechen, rücken die Franzosen heran.
Willem van Gullik, Führer der Flamen, ruft zum entscheidenden Kampf um Flandern auf. Dirk zieht in die Schlacht.

### Serie in 12 Teilen (DDR-Ausstrahlung)
1. Der 11. Juli ist der Nationalfeiertag Flanderns. Er wird in Erinnerung an das Jahr 1302 begangen, als die Flamen in einer gewaltigen Schlacht die Truppen von König Philipp des Schönen von Frankreich zerschlugen. Zum ersten Mal in der Geschichte Flanderns hatte ein Heer aus freien Bürgern, Handwerkern und Bauern ein übermächtiges Ritterheer besiegt. Einer der Aufständischen war der junge Dirk van Haveskerke (Luc Springual), der viele Abenteuer bestand.
2. Früher waren sie Verbündete und jetzt sind sie Feinde: Der Ratsherr von Brügge, Vanschip (Nolle Verslip), und der Graf von Dampierre, Vasall des französischen Königs. Aufgebracht über die Bürde hoher Steuern, hat Dampierre dem König die Lehnspflicht Flanderns versagt. Als daraufhin französische Truppen große Teile Flanderns besetzen, stellt sich der Graf auf die Seite der Aufständischen. Der Ratsherr, vom Machtwillen besessen, hält zum König und konfisziert die Burg der Haveskerkes.
3. Dirk verschafft sich gefälschte Papiere, um in das von französischen Truppen besetzte Brügge zu gelangen. Auf seinem Weg in die Stadt erfährt er, dass auch die Stadt Maldegem, wo sein Vater versteckt lebt, von Phillips Soldaten angegriffen worden ist. Dirk will ihm zu Hilfe eilen, wird aber erkannt und verhaftet.
4. Auf Befehl des Ratsherren von Brügge, Vanschip, wird Dirk auf der Burg seiner Eltern gefangen gehalten. Vanschip glaubt, sich dadurch Dirks Mutter, die auch in seiner Gewalt ist, gefügig machen zu können. Da sie der Werbung widersteht, wird sie an einen geheimen Ort verschleppt. Dirk hat gerade noch Zeit, sich von ihr zu verabschieden und schwört, sich für das an seiner Mutter begangene Unrecht zu rächen.
5. Dirk sieht nach den langen Wochen der Trennung endlich seinen Vater wieder. Sie treffen sich an einem geheimen Ort. Dort erfährt der junge Ritter, dass sein Vater mit den anderen Edelleuten im Auftrag des Grafen von Dampierre nach Paris reisen wird. Er soll mit König Philipp über einen Waffenstillstand verhandeln. Doch die Aufständischen aus Flandern sind vorsichtig. Leicht könnten sie in eine Falle der Franzosen geraten.
6. Dirk erhält in seinem Versteck, einem Kloster, die Nachricht von seinem Vater, der mit dem Grafen van Dampierre und den anderen Rittern vom französischen König gefangen genommen worden ist. Die Einladung zu Gesprächen über einen Waffenstillstand war also in der Tat nur ein Vorwand, um die Führung der belgischen Befreiungsbewegung zu zerschlagen.
7. Unterstützt von aufgebrachten Einwohnern, verweigert der Handwerker Pieter de Conink die Zahlung neuer Steuern an die königstreuen Ratsherren der Stadt Brügge. Dirk und einem seiner engsten Freunde gelingt es sogar, den Verräter Vanschip endlich gefangen zu nehmen und hinter Schloss und Riegel zu bringen. Die Stadt Brügge ist damit von einem ihrer größten Peiniger befreit.
8. Der Anführer der Aufständischen von Brügge ist von seinen Freunden aus französischer Gefangenschaft befreit worden. Er muss erkennen, dass das Volk noch nicht stark genug ist, um den Soldaten König Philipps geschlossen entgegenzutreten. So beschließt er, mit den Franzosen zu verhandeln. Doch der französische Kommandant der Stadt ist nicht gewillt, Konzessionen zu machen.
9. Die Situation in Flandern ist angespannt. Viele Flamen sind bereit, sich gegen den König zu erheben. Ein Anführer aller aufständischen Kräfte muss gefunden werden. Dirk van Haveskerke soll den geeigneten Mann herbeischaffen. Doch der sitzt im entfernten Bologna. Dem jungen Ritter ist die lange Reise willkommen, bietet sie ihm doch endlich die Gelegenheit, seine Mutter zu suchen, die verschwunden ist.
10. Dirk setzt seine Reise nach Bologna fort. Dort trifft er auf Willem van Gulik, den künftigen Anführer der flämischen Freiheitsbewegung. Zusammen kehren sie beide nach Flandern zurück. Dirk ist jetzt fest entschlossen, seine Mutter aus der Gefangenschaft zu befreien.
11. Nachdem Dirk seine Mutter wieder in die Arme schließen konnte, will er auch seinen Vater befreien, der als Sklave auf einer französischen Galeere dahinvegetiert. Doch Dirk kommt zu spät.
12. Zum ersten Mal in der Geschichte besiegt im Jahr 1302 ein Heer aus freien Bürgern, Handwerkern und Bauern das übermächtige Ritterheer des französischen Königs Philipp des Schönen. Die Flamen nehmen damit Rache für die Ausbeutung und Unterdrückung ihrer Provinz. Dirk van Haveskerke steht in der Schlacht der goldenen Sporen in vorderster Reihe.